# رژه پنگوئن‌ها

روی جلد لوح فشرده مستند رژه پنگوئن‌ها

فیلم مستند رژه پنگوئن‌ها (به انگلیسی: March of the Penguins) با کارگردانی لوک ژاکه و روایت مورگان فریمن هنرپیشه و دوبلر مشهور آمریکایی، محصول انجمن جغرافیای ملی در سال ۲۰۰۶ است. این فیلم جایزه بهترین فیلم مستند بلند را از آکادمی علوم و هنرهای تصاویر متحرک دریافت کرده است. فیلم مستند «رژه پنگوئن‌ها» پنگوئن‌های امپراتور را در مهاجرت زمستانی‌شان همراهی کرده و حقایقی شگفت‌انگیز از زندگی آن‌ها را به تصویر می‌کشد.
برای ساختن این مستند تحسین‌شده، لوک ژاکه، کارگردان فرانسوی فیلم به همراه گروهش، یک سال تمام را در سخت‌ترین شرایط سرزمین جنوبگان سپری کردند؛ و نتایج تلاش آن‌ها را در تک تک فریم‌های این فیلم مستند ۸۰ دقیقه‌ای می‌توان مشاهده کرد. فیلم مستند «رژه پنگوئن‌ها» رکورد فروش ۷۷ میلیون دلار فروش گیشه در ایالات متحده را داشت و بیش از ۴ میلیون دی‌وی‌دی از این مستند به فروش رسید.
مستند «رژه پنگوئن‌ها» در نوروز سال ۱۳۸۶ از تلویزیون ایران پخش شد. البته بخشی از موفقیت مستند «رژه پنگوئن‌ها» در نسخهٔ انگلیسی این فیلم مرهون صدای مورگان فریمن بود که پخش آن با دوبله فارسی با انتقاداتی همراه گردید.
در سال ۱۳۹۵ نیز در ایران کتابی با عنوان رژه پنگوئن‌ها به قلم محمدرضا قلی پور نوشته و از سوی نشر آواژ پخش شد.

## خلاصه داستان
هر زمستان، تنها در بیابان‌های بی‌رحم و یخی قطب جنوب، در مرکز نامساعدترین ناحیه بر روی کره زمین، یک سفر واقعاً قابل توجه رخ می‌دهد. درست به همان صورتی که در طی هزاران سال انجام شده است. پنگوئنهای امپراتور در دسته‌های هزارتایی، امنیت عمیق و آبی خانهٔ خود یعنی اقیانوس را رها می‌کنند و به سختی در درون یخ‌های منجمد به پیش می‌روند؛ تا سفر طولانی خود به منطقه‌ای ملال‌انگیز، و بسیار دور دست را آغاز کنند. این منطقه هیچگونه حیات وحش دیگری را در این وقت سال پذیرا نمی‌شود. پنگوئن‌ها پشت سر یکدیگر به پیش می‌روند در حالی که کولاک چشمانشان را کور کرده و در زیر حملات بی‌وقفهٔ بادهای شدید هستند. تحت هدایت غریزه و تشعشع نور فراسوی دنیایی صورت فلکی چلیپا، آن‌ها بدون اشتباه به سوی سرزمین سنتی زاد و ولد خود به پیش می‌روند، جایی که –پس از یک مراسم معاشقه به صورت رقصهای پیچیده و مانورهای ظریف، همراه با صداهای ناهنجار و خشن به صورت یک آهنگ جذبه‌ای- به شکل زوج‌های تک همسری در می‌آیند و جفت‌گیری می‌نمایند. پنگوئن‌های ماده به مدت طولانی آنجا باقی می‌مانند تا تنها یک تخم بگذارند. به محض انجام این عمل، خسته از هفته‌های سپری شده بدون تغذیه، تخم را به پنگوئن نر سپرده و شروع به سفر بازگشت از میان منطقهٔ یخی می‌نمایند….